# Derno
Derno lub Derń (ukr. Дерно) – wieś na Ukrainie w rejonie łuckim obwodu wołyńskiego.
Znajduje tu się stacja kolejowa Ołyka, położona na linii Zdołbunów – Kowel.

## Historia
Pod koniec XIX w. wieś w gminie Ołyka, w powiecie dubieńskim.
Do 2020 w rejonie kiwereckim. 